# Fortaleza dos Nogueiras
Fortaleza dos Nogueiras es un municipio brasileño del estado del Maranhão. Su población estimada en 2004 era de 12.257 habitantes.

## Historia del municipio
El nombre del municipio, como bien indica su denominación, es debido a la presencia de los hermanos Israel, Martín, Manoel y Zifirino da Cruz Nogueira, que allí se afincaron, procedentes de Loreto, en 1906.
Los pioneros desarrollaron el cultivo de la caña de azúcar, arroz y algodón, instalando posteriormente una pequeña fábrica para la fabricación de azúcar y aguardiente, además de otras firmas comerciales para abastecimiento de la comarca. Así, Fortaleza dos Nogueiras creció lentamente hasta transformarse en municipio, por la ley nº 2155, de 22 de noviembre de 1961. El 31 de diciembre de 1961 el entonces poblado es elevado a la categoría de ciudad, siendo su primer alcalde Arthur Coutinho, nombrado por el gobernado del estado. Su primer alcalde electo fue Raimundo Braúna, persona cercana a los fundadores de la ciudad.

## Desarrollo del comercio
Fortaleza dos Nogueiras era un lugar apartado y sufría continuos desabastecimientos por culpa de la distancia a los grandes núcleos urbanos del estado, por eso su comercio era precario. La población, en un principio, tenía que desplazarse en grupos y ayudados de carretas y animales hasta las ciudades de Riachão o Balsas, haciendo compras anuales debido al mal acceso entre los municipios. Desarrollándose un poco más a partir de la construcción de carreteras conectando el municipio de Balsas y la capital, São Luís.